# José Coccellato
José Coccellato, in manchen Quellen auch Josellato oder Cosellato (* 14. Mai 1921 in Buenos Aires; † unbekannt), war ein argentinischer Fußballspieler, der als Mittelfeldspieler eingesetzt wurde.

## Karriere
José Coccellato begann seine Karriere 1941 bei Racing Club de Avellaneda und wechselte 1943 nach Chile zum CSD Colo-Colo. Mit den Albos wurde der Mittelfeldspieler Vizemeister und spielte 17 der 18 Ligaspiele. Aufgrund seiner Ehe kehrte Coccellato 1944 nach Argentinien zurück und spielte lange Zeit bei Vélez Sarsfield. Seine letzten beiden Karrierejahre verbrachte der Argentinier bei Centro Iqueño in Peru und in seiner Heimat beim Quilmes AC.